# Sīāh Makān-e Bozorg
Sīāh Makān-e Bozorg (persiska: سياه مكان بزرگ, سياه مَكانِ بالا بُزُرگ, سياه مَكَن عُليا, سيا مَكانِ بُزُرگ, سِياه مَكان عُليا, سياه مَكَنِ بالا, سياه مَكان, سياه مَكانِ عُليا, سيا مَكان, Līrāvī-ye Shomālī, لیراوی شمالی) är en ort i Iran.   Den ligger i provinsen Bushehr, i den centrala delen av landet, 600 km söder om huvudstaden Teheran. Sīāh Makān-e Bozorg ligger 43 meter över havet och antalet invånare är 824.
Terrängen runt Sīāh Makān-e Bozorg är platt. Runt Sīāh Makān-e Bozorg är det glesbefolkat, med 15 invånare per kvadratkilometer. Närmaste större samhälle är Bandar-e Deylam, 16,0 km väster om Sīāh Makān-e Bozorg. Trakten runt Sīāh Makān-e Bozorg är ofruktbar med lite eller ingen växtlighet.